# Fehmarn
Fehmarn (duń. Femern) – trzecia pod względem wielkości niemiecka wyspa na Morzu Bałtyckim. Leży w kraju związkowym Szlezwik-Holsztyn, w powiecie Ostholstein, pomiędzy Zatoką Kilońską a Zatoką Meklemburską. Na wyspie mieszka niecałe 13 tys. mieszkańców, z czego ok. 6000 w dzielnicy Burg auf Fehmarn, a reszta w 42 pozostałych miejscowościach. Wyspa liczy 185,45km², jej długość to około 16 km, a szerokość 13 km. Długość linii brzegowej to około 78 km. Ze względu na swoje nasłonecznienie (1920 godzin w roku) jest popularnym miejscem wypoczynkowym.

## Geografia i środowisko
Południowa część wyspy to szerokie plaże, południowy kraniec jest od roku 1963 połączony z lądem za pomocą mostu Fehmarnsund o długości 963 m i wysokości 69 m. Północne wybrzeże wyspy to głównie piaszczyste wydmy i mierzeje. Wschodnie wybrzeże jest kamieniste i klifowe. Najwyższe punkty wyspy to Hinrichsberg (27,2 m) i Wulfener Berg (26,5 m).
W 1975 roku na wyspie został utworzony rezerwat ptactwa wodnego Wallnau. Obszar o powierzchni 300 ha znajduje się na zachodnim brzegu wyspy i jest miejscem lęgowym i ochronnym dla ptactwa wędrującego. Istniejąca tam sieć kanałów, łąki i stawy sprawia, że jest to idealne miejsce lęgowe dla około 80 gatunków ptaków. Rezerwat przyjmuje odwiedzających przez cały rok i daje do dyspozycji centrum informacyjne, muzeum ochrony przyrody, punkty obserwacyjne, wystawy dydaktyczne i przewodników.

## Nazwa
Wyspa wzmiankowana była po raz pierwszy pod nazwami Fembre oraz Imbra ok. 1075 roku w dziele Gesta Hammaburgensis ecclesiae pontificum Adama z Bremy. Później notowano także formy Vemere (u Helmolda w Chronica Slavorum), Ymbria (1231), Imbre (1249), de Vemeren (1259). Prawdopodobnie była to pierwotnie germańska nazwa Fimber, utworzona przez dodanie przyrostka -er do starosaksońskiego Fimba ‘kupa, kopiec, stos, sterta’, związanego ze staronordyckim Fimbul ‘duży’. Nazwę wyspy można zatem interpretować jako ‘duży kopiec w morzu’.

## Historia
Do 3 października 1990 r. była to największa wyspa Republiki Federalnej Niemiec. Od czasu zjednoczenia stała się nią Rugia.
Dnia 1 stycznia 2003 po połączeniu miasta Burg auf Fehmarn z urzędem Fehmarn (Amt Fehmarn), w skład którego wchodziły gminy: Bannesdorf auf Fehmarn, Landkirchen auf Fehmarn oraz Westfehmarn – utworzono miasto o takiej nazwie co wyspa.

## Gospodarka
Na wyspie jest umieszczona jedna z większych elektrowni wiatrowych w Niemczech.

## Transport
Wyspa jest połączona z lądem drogowo-kolejowym mostem Fehmarnsund z pojedynczym torem, dwupasową jezdnią i częścią pieszo-rowerową. Wyspa jest ważnym punktem komunikacyjnym ze względu na to, że prowadzi przez nią najkrótsza trasa do Kopenhagi – połączenie promowe przez cieśninę Bełt Fehmarn, z Puttgarden do Rødby (Dania, wyspa Lolland). Dla porównania – połączenie promowe z Rostocku na wyspę Falster jest ponad dwukrotnie dłuższe, a trasa bez korzystania z połączenia promowego przez Półwysep Jutlandzki to ponad 100 km dalej. Z przeprawy promowej, która trwa około 45 minut korzystają m.in. pociągi EC Hamburg-Kopenhaga. W 2025 planowane jest rozpoczęcie budowy nowego tunelu, która powinna zostać zakończona w 2029.
Z powodu dogodności połączenia istnieją plany wybudowana tunelu lub mostu pomiędzy tymi miejscowościami. Projekt długo był w fazie planowania z powodu braku środków pieniężnych i obaw co do wpływu na środowisko naturalne wyspy (szczególnie chodzi o rezerwat). W październiku 2020 roku rozpoczęła się budowa tunelu pod Bełtem Fehmarn i ma potrwać do 2029.

## Wydarzenia
- 6 września 1970 roku Jimi Hendrix wystąpił na tutejszym festiwalu (Isle of Fehmarn Love & Peace Festival), był to jego ostatni koncert[5].
- 14 sierpnia 1985 roku zmarła na wyspie wdowa po Reinhardzie Heydrichu – Lina von Osten.